# Marion Yorck von Wartenburg
Marion Comtesse Yorck von Wartenburg, née le 14 juin 1904 à Berlin et morte le 13 avril 2007, est une avocate et juge allemande. Durant la Seconde Guerre mondiale, elle participe à la résistance contre le national-socialisme au sein du cercle de Kreisau. Après la guerre, elle défend les victimes du nazisme et entretient leur mémoire. 
En 1952, elle est la première femme en Allemagne à présider un tribunal avec jury. En raison de ses peines sévères, elle est surnommée la « juge impitoyable ». Elle est impliquée dans la persécution des homosexuels et veille à ce qu'ils ne soient pas reconnus comme victimes du nazisme et qu'ils perdent leur emploi ou leur réputation publique. 
Marion Yorck von Wartenburg est probablement l’une des résistantes les plus controversées car, même si elle a risqué sa vie pour lutter contre le régime nazi, son travail de juge dans l’Allemagne d’après-guerre est problématique.

## Biographie

### Jeunesse et Formation
Ellen Marion Winter est née le 14 juin 1904 à Berlin, près du Tiergarten. Elle est la fille de Franz Georg Karl Winter, conseiller privé royal et directeur administratif, et d'Else Bertha Rosalie Springorum. Pendant ses années d'école au Grunewald-Gymnasium (de) (aujourd'hui Walther-Rathenau-Gymnasium) à Berlin, elle est une condisciple de Dietrich Bonhoeffer. Après avoir obtenu son diplôme d'études secondaires, elle commence des études de médecine mais se réoriente rapidement vers le droit à Berlin. Elle est alors la seule femme parmi les 22 étudiants du professeur juif Martin Wolff. Elle réussit le premier examen d'État en 1927. En 1929, elle obtient son doctorat en droit sous la direction de Hans Helfritz (de),,.
Elle épouse le comte Peter Yorck von Wartenburg en 1930. Ils vivent d'abord à Breslau dans la propriété familiale. En 1936, ils emménagent dans un appartement de la Hortensienstrasse à Berlin-Lichterfelde. À la mort du frère aîné de Peter Yorck en 1942, Marion Yorck gère le domaine des Yorck et ce jusqu'à l'arrivée de l'Armée rouge en 1945,,.

### Résistance
Marion Comtesse Yorck participe à la plupart des réunions du cercle de Kreisau, autour de Helmuth Graf von Moltke, et en accueille souvent dans leur appartement privé à Berlin. Ils élaborent des plans pour une Europe démocratique d'après-guerre et, malgré des conflits de conscience, participent à la tentative de coup d'État du 20 juillet 1944.
Après l'échec de l'opération, Peter Yorck von Wartenburg est jugé comme complice de la tentative d'assassinat, condamné à mort et exécuté. Elle-même est emprisonnée durant trois mois dans la prison de Moabit, comme membre de la famille, en application de la Sippenhaft,.

### Après-guerre

#### Mémoire de la résistance
Après la guerre, elle se fait un devoir de se souvenir de la résistance. Elle défend les personnes persécutées par les nazis et leurs survivants au sein de l'Office pour les victimes du nazisme (de) du magistrat de Berlin. Elle s'exprime publiquement et prononce des discours en leur mémoire. Elle reste en contact avec les survivants de la résistance tout au long de sa vie.

#### Magistrate
En 1946, Marion Comtesse Yorck von Wartenburg devient stagiaire auprès du magistrat de Berlin-Est. Elle est nommée juge au tribunal du district de Lichterfelde à Berlin-Ouest. En 1952, elle devient la première femme en Allemagne à présider un tribunal avec jury. Jusqu'en 1969, elle dirige la 9e chambre pénale pour mineurs du Tribunal régional de Berlin (en). Elle y acquiert une réputation de juge « extrêmement stricte ». « Chaque fois que je rendais un verdict, je réfléchissais aux conséquences que ce verdict pourrait avoir sur la vie publique… Il ne faut pas être trop doux, c'est la mauvaise chose à faire. »,,.
Comme Hilde Benjamin, la comtesse Yorck est une des rares femmes du système judiciaire traditionnellement dominé par les hommes à réussir dans une carrière professionnelle.

#### Discrimination envers les personnes homosexuelles
EN 1952, alors que la comtesse Yorck commence à exercer ses fonctions de juge pénal en 1952, la Cour fédérale vient de confirmer la validité du droit pénal nazi contre les homosexuels. Dans les années 1950, les persécutions reprennent intensément et les peines deviennent plus lourdes et les dossiers nazis sont utilisés sans hésitation dans des procès contre des hommes déjà condamnés afin de les condamner comme récidivistes.
La comtesse Yorck applique avec rigueur l'article 175 du Code pénal, qui criminalise l'homosexualité avec des jugements destinés à être dissuasifs. Pendant son travail au magistrat de Berlin, elle est aussi impliquée dans les analyses internes qui conduisent à ce que les victimes homosexuelles des persécutions nazies et les détenus des camps de concentration se voient refuser la reconnaissance en tant que victimes du nazisme. Elle est surnommée « la juge impitoyable » par ceux qui ont souffert de ses positions. Selon l'historien Andreas Pretzel (de), elle « combinait son travail d'avocate avec une attitude antilibérale rigide, qu'elle voulait apparemment aussi voir comme un héritage idéologique du cercle de Kreisau ». Ses verdicts sont souvent contestés et commentés dans la presse,.
En 1950, dans le cadre de l'Office pour les victimes du nazisme, la comtesse Yorck traite une plainte pour fraude contre un ancien ingénieur ayant échappé de peu à la peine de mort en 1944. Compte tenu de la législation d'après-guerre, il garde le silence sur ses persécutions en tant qu'homosexuel. Selon la comtesse Yorck, il aurait ainsi trompé les autorités et reçu un soutien injuste. Il finit par aller en prison pendant huit mois.
Elle s'oppose ainsi à l'avocat Werner Hesse, lui-même victime de la persécution nazie des homosexuels, qui prend la défense des hommes menacés à Berlin. Il soutient les pétitions adressées au Bundestag pour abolir l'article 175, donne des avis juridiques à l'avocat de la défense qui représente les hommes qui poursuivent la Cour constitutionnelle fédérale contre la validité de la loi nazie de 1953 à 1957 et représente les victimes homosexuelles du nazisme dans leur tentative de faire annuler les verdicts nazis dans les années 1950.
La comtesse Yorck prend sa retraite en 1969, l'année même où le droit pénal nazi contre les homosexuels est enfin réformé et libéralisé. Cependant, les condamnations pénales prononcées contre ces hommes restent valables. Beaucoup d'entre eux ont perdu leur emploi et leur statut social et doivent se contenter de pensions qui ne tiennent même pas compte de leur peine de prison.

### Fin de vie
Après 1952, elle vit avec Ulrich Biel (de), un homme politique berlinois de l'Union chrétienne-démocrate d'Allemagne. Cependant, elle ne se remarie pas et conserve le nom de son défunt mari, comme un devoir d'agir en son nom,.
Elle publie en 1987 son autobiographie, Die Stärke der Stille.
Elle décède à Berlin le 13 avril 2007 à l'âge de 102 ans.
Le couple a une tombe commune dans le Cimetière Ste Anne (de) à Berlin-Dahlem avec deux pierres tombales portant leurs noms respectifs et reliées au dos par une phrase de Paul de Tarse « L'amour est......l'accomplissement de la loi ».

## Publication
- (de) Die Stärke der Stille. Erinnerungen an ein Leben im Widerstand, Diederichs, 1985, 155 p. (ISBN 978-3424007879)